# Emicídio (canción de Emicida)
«Emicídio» es el tercer sencillo del rapero Emicida. Fue lanzado a través de MySpace el 13 de agosto de 2010 con la producción de Renan Saman y distribución por el sello discográfico Laboratório Fantasma. Emicídio cuenta la historia de Emicida y las dificultades que tuvo para llegar al lugar que está. El sencillo es la música introductoria de su segunda mixtape, que tiene el mismo nombre.